# Canappeville
Cet article possède un paronyme, voir Canapville.
Canappeville est une commune française située dans le département de l'Eure, en région Normandie.

## Géographie

### Localisation
| Venon        | Quatremare                | Le Mesnil-Jourdain  |
| Villettes    | Canappeville              | Amfreville-sur-Iton |
| Feuguerolles | Houetteville, Hondouville |                     |

### Hydrographie
La commune est située dans le bassin Seine-Normandie. Elle est drainée par la Vallée,.

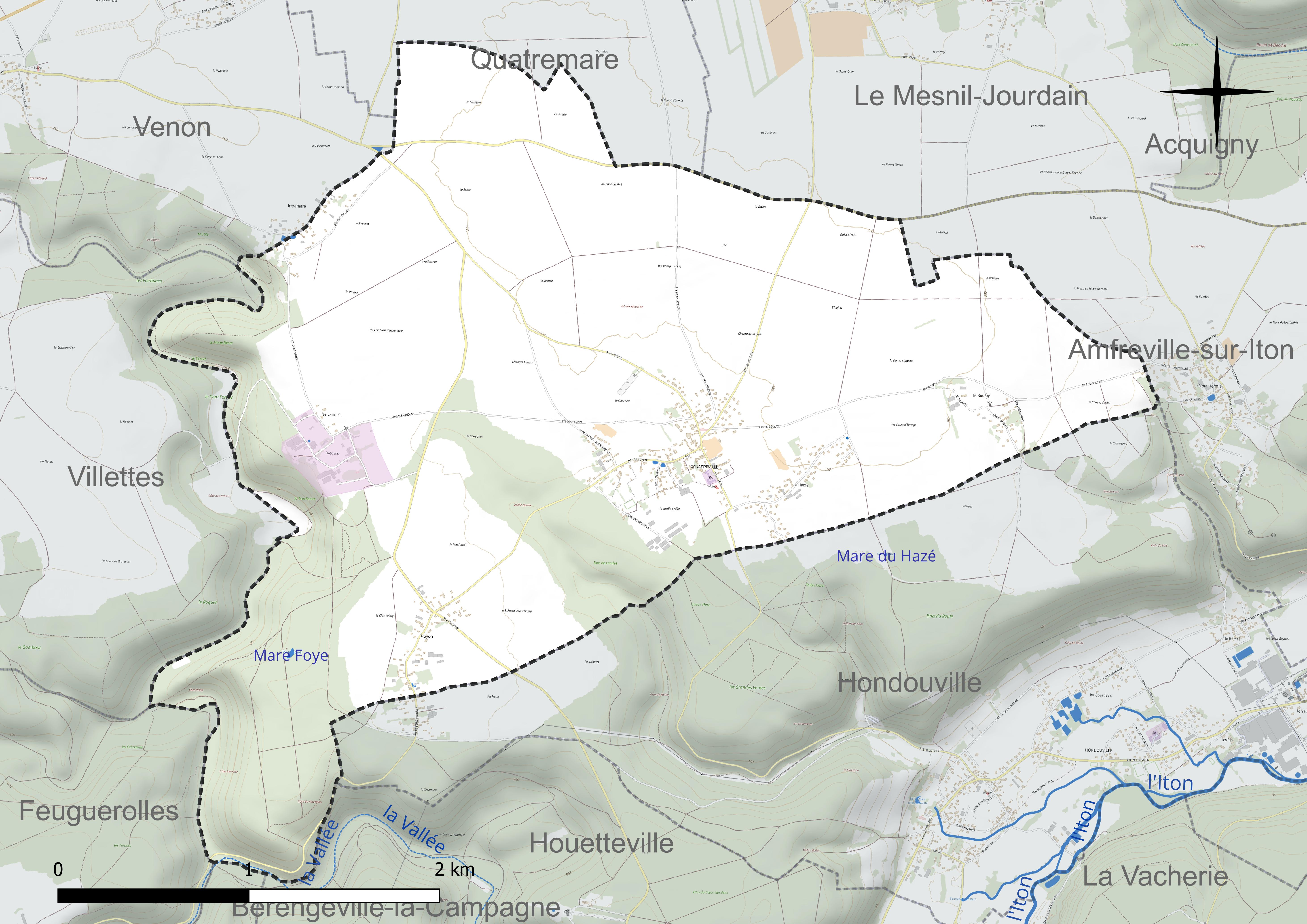
Réseau hydrographique de Canappeville.

Un plan d'eau complète le réseau hydrographique : la mare Foye (0,1 ha),.

### Climat
Le climat qui caractérise la commune est qualifié, en 2010, de « climat océanique dégradé des plaines du Centre et du Nord », selon la typologie des climats de la France qui compte alors huit grands types de climats en métropole. En 2020, la commune ressort du type « climat océanique altéré » dans la classification établie par Météo-France, qui ne compte désormais, en première approche, que cinq grands types de climats en métropole. Il s’agit d’une zone de transition entre le climat océanique, le climat de montagne et le climat semi-continental. Les écarts de température entre hiver et été augmentent avec l'éloignement de la mer. La pluviométrie est plus faible qu'en bord de mer, sauf aux abords des reliefs.
Les paramètres climatiques qui ont permis d’établir la typologie de 2010 comportent six variables pour les températures et huit pour les précipitations, dont les valeurs correspondent à la normale 1971-2000. Les sept principales variables caractérisant la commune sont présentées dans l'encadré ci-après.
| Paramètres climatiques communaux sur la période 1971-2000 - Moyenne annuelle de température : 10,2 °C - Nombre de jours avec une température inférieure à −5 °C : 3,1 j - Nombre de jours avec une température supérieure à 30 °C : 2,4 j - Amplitude thermique annuelle : 14,1 °C - Cumuls annuels de précipitation : 702 mm - Nombre de jours de précipitation en janvier : 12 j - Nombre de jours de précipitation en juillet : 8,3 j |

Avec le changement climatique, ces variables ont évolué. Une étude réalisée en 2014 par la Direction générale de l'Énergie et du Climat complétée par des études régionales prévoit en effet que la  température moyenne devrait croître et la pluviométrie moyenne baisser, avec toutefois de fortes variations régionales. La station météorologique de Météo-France installée sur la commune et mise en service en 1960 permet de connaître l'évolution des indicateurs météorologiques. Le tableau détaillé pour la période 1981-2010 est présenté ci-après.
| Mois                                  | jan.             | fév.           | mars          | avril         | mai           | juin          | jui.          | août           | sep.            | oct.          | nov.            | déc.             | année      |
| ------------------------------------- | ---------------- | -------------- | ------------- | ------------- | ------------- | ------------- | ------------- | -------------- | --------------- | ------------- | --------------- | ---------------- | ---------- |
| Température minimale moyenne (°C)     | 0,9              | 0,7            | 2,6           | 4             | 7,5           | 10,2          | 12,1          | 12             | 9,5             | 7,1           | 3,6             | 1,4              | 6          |
| Température moyenne (°C)              | 3,8              | 4,2            | 7,1           | 9,3           | 12,9          | 15,8          | 18,1          | 18             | 15              | 11,3          | 6,9             | 4,1              | 10,6       |
| Température maximale moyenne (°C)     | 6,7              | 7,8            | 11,5          | 14,6          | 18,4          | 21,5          | 24            | 24             | 20,5            | 15,6          | 10,2            | 6,9              | 15,2       |
| Record de froid (°C) date du record   | −17,4 08.01.1985 | −15,5 12.02.12 | −9,6 04.03.05 | −3,8 08.04.03 | −1,3 13.05.10 | −1 05.06.1991 | 3 06.07.1961  | 3,8 31.08.1986 | 1,5 27.09.1990  | −4,5 29.10.03 | −8,1 23.11.1998 | −11,8 07.12.1969 | −17,4 1985 |
| Record de chaleur (°C) date du record | 16 09.01.1998    | 21 24.02.1990  | 23,5 16.03.05 | 29 29.04.10   | 31,5 24.05.10 | 37,5 27.06.11 | 36,8 19.07.06 | 39,9 11.08.03  | 33,6 02.09.1961 | 30 01.10.11   | 19 03.11.1994   | 15,7 16.12.1989  | 39,9 2003  |
| Précipitations (mm)                   | 67,3             | 52,4           | 58,8          | 55            | 66,1          | 54,7          | 59,4          | 48,1           | 60,2            | 73,9          | 67,2            | 80,9             | 744        |

## Urbanisme

### Typologie
Au 1er janvier 2024, Canappeville est catégorisée commune rurale à habitat dispersé, selon la nouvelle grille communale de densité à 7 niveaux définie par l'Insee en 2022.
Elle est située hors unité urbaine. Par ailleurs la commune fait partie de l'aire d'attraction de Louviers, dont elle est une commune de la couronne,. Cette aire, qui regroupe 44 communes, est catégorisée dans les aires de 50 000 à moins de 200 000 habitants,.

### Occupation des sols
L'occupation des sols de la commune, telle qu'elle ressort de la base de données européenne d’occupation biophysique des sols Corine Land Cover (CLC), est marquée par l'importance des territoires agricoles (73,7 % en 2018), une proportion sensiblement équivalente à celle de 1990 (74,2 %). La répartition détaillée en 2018 est la suivante : 
terres arables (66,3 %), forêts (23,3 %), zones agricoles hétérogènes (7,3 %), zones urbanisées (3 %). L'évolution de l’occupation des sols de la commune et de ses infrastructures peut être observée sur les différentes représentations cartographiques du territoire : la carte de Cassini (XVIIIe siècle), la carte d'état-major (1820-1866) et les cartes ou photos aériennes de l'IGN pour la période actuelle (1950 à aujourd'hui).

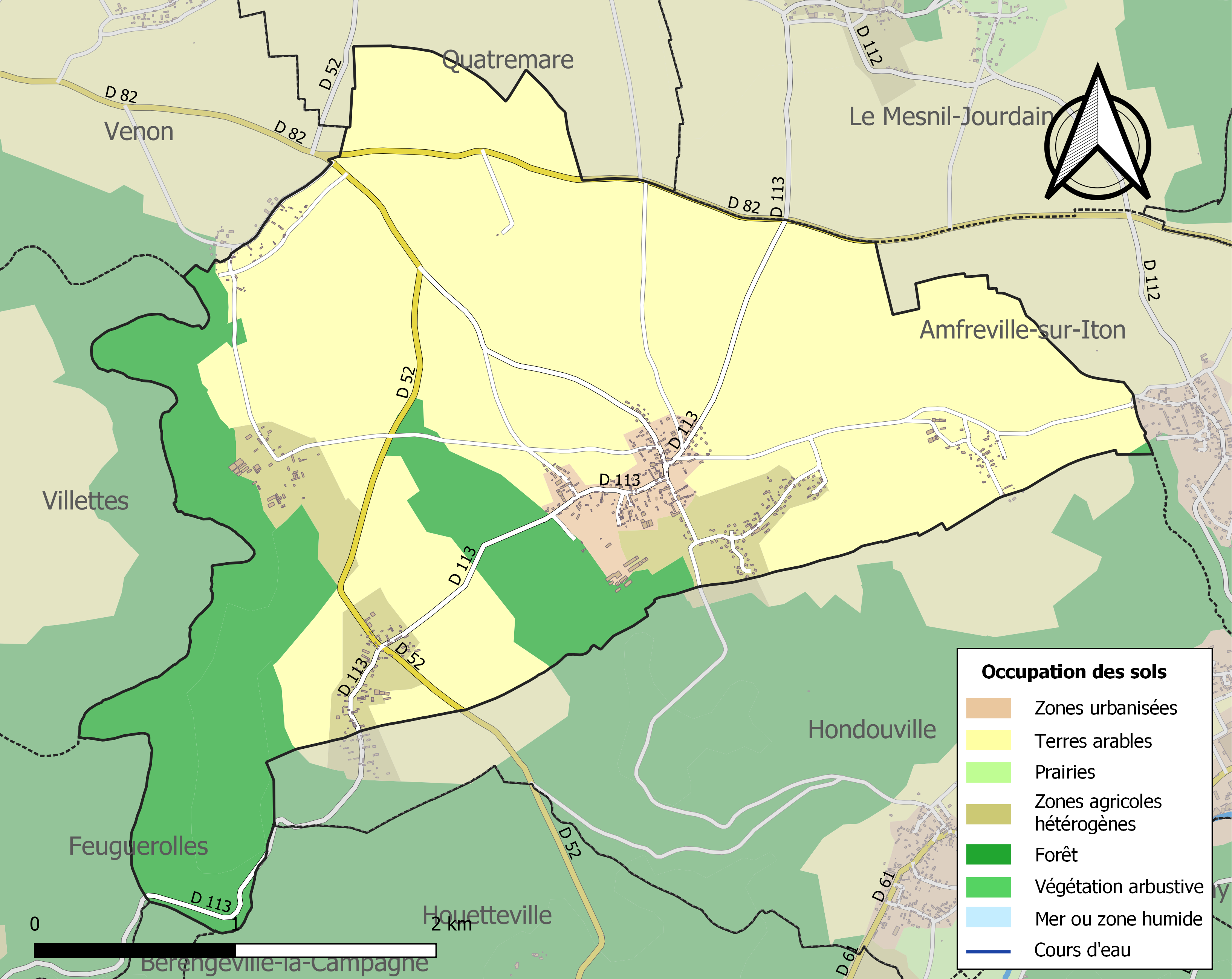
Carte des infrastructures et de l'occupation des sols de la commune en 2018 (CLC).

## Toponymie
Le nom de la localité est attesté sous les formes à finale latinisée Canapevilla en 1196 (petit cartulaire de Saint-Taurin), Kenapevilla en 1210, Kanapevilla en 1239 (charte de la Noë), Canapevilla en 1243,, Kenapevila en 1253 (archives de la Seine-Inférieure), Campevilla vers 1380 (Bibliothèque nationale).
« La ferme de Knapi / Knappi  », nom de personne norrois.
Homonymie avec Canapville (Calvados, kenapevilla 1180) ; Canapville (Orne, Canapevilla XIIIe siècle) et Canappeville à Fécamp.
Même anthroponyme dans le nom de lieu anglais Knapthorpe par exemple.

## Histoire
L'emplacement de Canappeville, défriché de bonne heure, était déjà habité pendant l'occupation des Gaules, par les Romains ; on y a découvert en 1853 dans le parc du château des Landes deux sarcophages,.
L'histoire de Canappeville se confond avec celle du lieu-dit « Les Landes ». Elle est racontée dans le Dictionnaire historique de toutes les communes du département de l'Eure.
La forteresse des Landes est signalée dans l'histoire avant que le nom de Canappeville y ait figuré. Placée dans la mouvance d'Évreux, elle devait sa fondation à un chevalier vassal des comtes de cette ville. Le premier de ses propriétaires parvenu à notre connaissance est Amaury des Landes, cité vers 1150 dans une charte de Simon, comte d'Évreux. Amaury III, comte d'Évreux, fils de Simon, participa à la croisade des rois de France et d'Angleterre ; il se trouvait à Jérusalem en 1188 avec un certain nombre de chevaliers du pays d'Évreux, au nombre desquels Gilbert des Landes. On peut attribuer à Gilbert des Landes la fondation de l'église paroissiale de Canappeville, qui a été certainement bâtie à la fin du XIIe siècle, ce que semblent démontrer certains restes de construction romane encore visibles malgré les retouches et réparations subies par le monument. La nouvelle paroisse fut placée sous le vocable des apôtres saint Pierre et saint Paul, aujourd'hui le second autel est dédié à la sainte Vierge et le troisième à saint Éloi, évêque de Noyon, patron des cultivateurs. La forteresse est démolie peu après en conséquence du traité du Goulet (1200).
Une charte de Jourdain du Mesnil, de l'année 1243, cite le chemin qui allait du Mesnil-Jourdain à Canappeville.
Baudry Sauvale vendit, au mois d'avril 1247, sa part d'héritage à Incarville et Louviers, en présence de Michel de Canappeville.
En 1419, de son camp devant Vernon, Henri V, ayant appris la mort de Renaud, qui avait été jusque-là rebelle, donna Les Landes et Normanville à Jean Burgh, écuyer, un de ses officiers, qui fut bailli de Gisors en 1428.
Au mois de juin 1462, Louis XI érigea la seigneurie des Landes en baronnie.
Jusqu'avant 1468, année de son exécution, Charles de Melun est seigneur des Landes.
En 1484, Jean Druget, curé de Canappeville, échangea sa cure avec Pierre Forget contre la dignité de trésorier de la Sainte-Chapelle de Vincennes.
Vers 1544, Adrien de Melun, seigneur des Landes, épousa le 19 septembre 1536 Marguerite de Vieux-Pont, fille de Laurent, baron du Neubourg ; il mourut sans enfants.

## Politique et administration

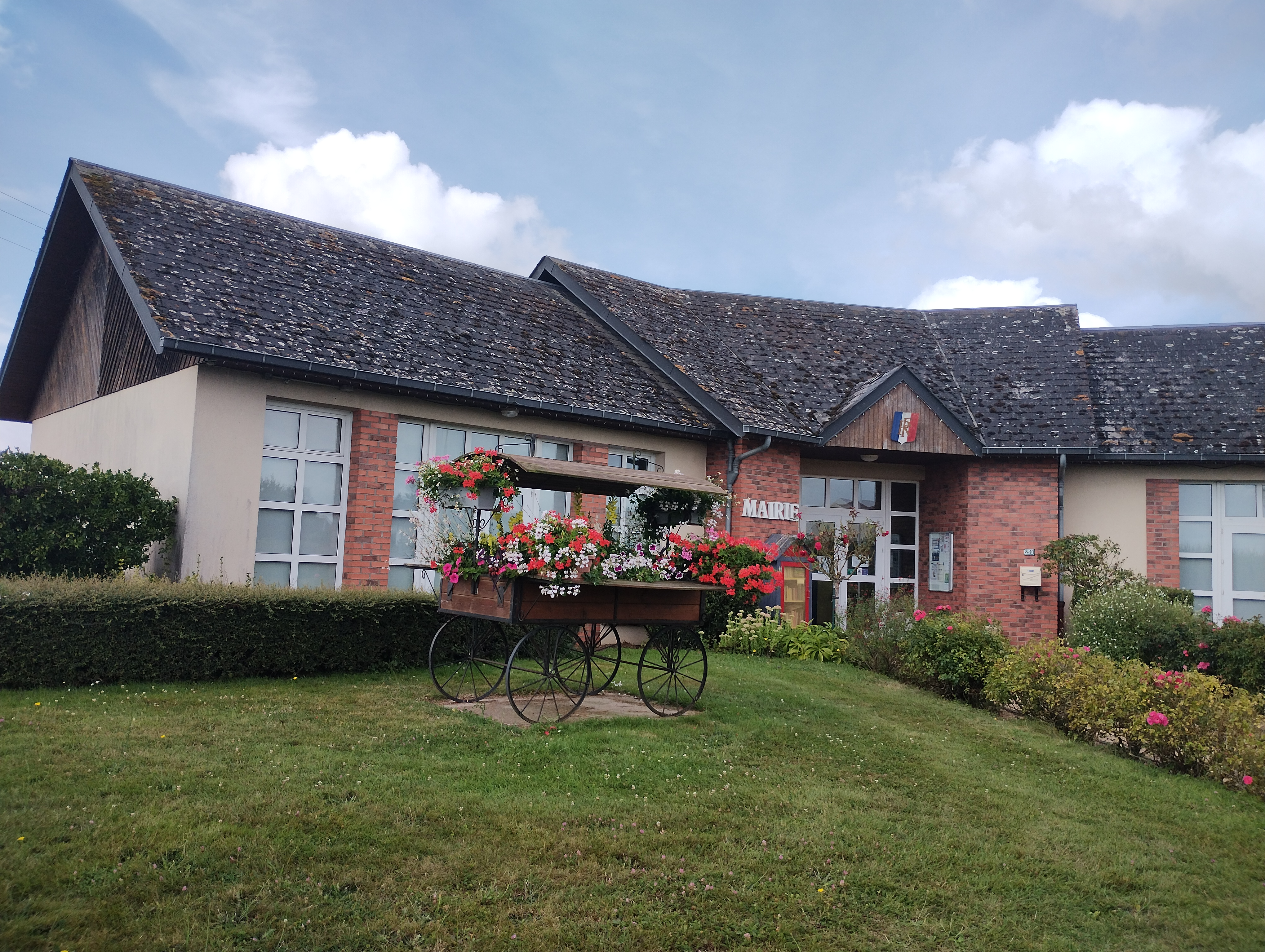
Mairie

| Période                                  | Période      | Identité                                            | Étiquette | Qualité                                           |
| ---------------------------------------- | ------------ | --------------------------------------------------- | --------- | ------------------------------------------------- |
| Les données manquantes sont à compléter. |              |                                                     |           |                                                   |
| ca 1792                                  |              | Charles Robert Cavellet                             |           |                                                   |
|                                          |              | Pierre Chevalier                                    |           |                                                   |
|                                          | 05/1800      | Pierre Toussaint Hamelin                            |           |                                                   |
| 05/1800                                  | 1807         | Aimable Picard                                      |           |                                                   |
| 1807                                     | 11/1812      | Gilles Beauchamp                                    |           |                                                   |
| 12/1812                                  | 06/1815      | Charles Pierre Marie, baron de l'Empire de Toustain |           | Propriétaire du château                           |
| 06/1815                                  | ca 1822      | Charles Pierre Marie, comte de Toustain             |           | Propriétaire du château                           |
| ca 1822                                  | ca 1822      | Gilles Beauchamp                                    |           | intérim                                           |
| 02/1823                                  | après 1869   | Dominique Auzoux                                    |           |                                                   |
| Les données manquantes sont à compléter. |              |                                                     |           |                                                   |
| ca 1850                                  |              | Charles Casimir Théodore, marquis de Toustain       |           |                                                   |
| Les données manquantes sont à compléter. |              |                                                     |           |                                                   |
| ca 1922                                  |              | Hubert Auzoux                                       |           |                                                   |
| Les données manquantes sont à compléter. |              |                                                     |           |                                                   |
| 1935                                     | 24 août 1944 | Comte Thibault Lecourt de Béru                      |           | Propriétaire du château Tué par balle par un FFI, |
| 08/1944                                  |              | Fabien                                              |           |                                                   |
| Les données manquantes sont à compléter. |              |                                                     |           |                                                   |
| avant 1981                               |              | Clotaire Auzoux                                     | DVG       |                                                   |
| mars 2001                                | 2014         | Laurence Duval-Poppeschi                            | UMP       | Employée                                          |
| mars 2014                                | En cours     | Laurence Duval                                      | UMP-LR    | Employée                                          |

## Population et société

### Démographie

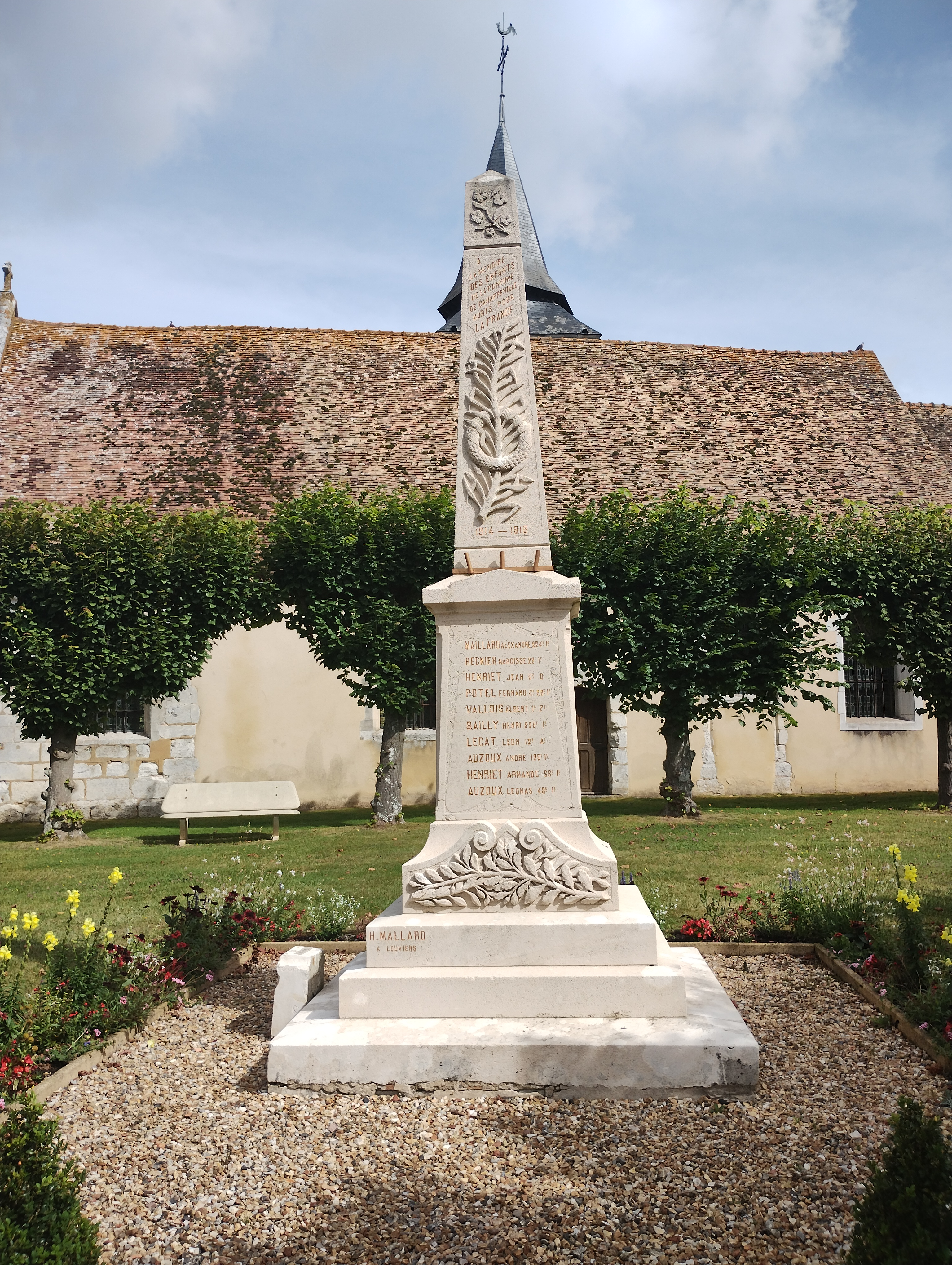
Monument aux morts de la première guerre mondiale

L'évolution du nombre d'habitants est connue à travers les recensements de la population effectués dans la commune depuis 1793. Pour les communes de moins de 10 000 habitants, une enquête de recensement portant sur toute la population est réalisée tous les cinq ans, les populations de référence des années intermédiaires étant quant à elles estimées par interpolation ou extrapolation. Pour la commune, le premier recensement exhaustif entrant dans le cadre du nouveau dispositif a été réalisé en 2004.

En 2022, la commune comptait 704 habitants, en évolution de +5,55 % par rapport à 2016 (Eure : −0,25 %, France hors Mayotte : +2,11 %).
| 1793 | 1800 | 1806 | 1821 | 1831 | 1836 | 1841 | 1846 | 1851 |
| ---- | ---- | ---- | ---- | ---- | ---- | ---- | ---- | ---- |
| 872  | 861  | 899  | 920  | 898  | 789  | 740  | 676  | 642  |

| 1856 | 1861 | 1866 | 1872 | 1876 | 1881 | 1886 | 1891 | 1896 |
| ---- | ---- | ---- | ---- | ---- | ---- | ---- | ---- | ---- |
| 590  | 558  | 572  | 558  | 532  | 507  | 479  | 466  | 448  |

| 1901 | 1906 | 1911 | 1921 | 1926 | 1931 | 1936 | 1946 | 1954 |
| ---- | ---- | ---- | ---- | ---- | ---- | ---- | ---- | ---- |
| 424  | 385  | 396  | 305  | 338  | 315  | 311  | 311  | 362  |

| 1962 | 1968 | 1975 | 1982 | 1990 | 1999 | 2004 | 2006 | 2009 |
| ---- | ---- | ---- | ---- | ---- | ---- | ---- | ---- | ---- |
| 341  | 367  | 332  | 393  | 555  | 564  | 600  | 601  | 654  |

| 2014 | 2019 | 2022 | - | - | - | - | - | - |
| ---- | ---- | ---- | - | - | - | - | - | - |
| 661  | 699  | 704  | - | - | - | - | - | - |

### Enseignement professionnel
Centre de formation en élevage et centre de formation d'apprentis en élevage
Le centre de formation de Canappeville propose des formations pratiques sur le terrain pour tous publics, avec ou sans expérience du métier. Les formations sont mises en place pour des emplois à pourvoir : conseiller d'élevage, salarié agricole, technicien d'élevage laitier ou d'élevage porcin, technicien de groupement, entreprises à reprendre dans le cadre d'une installation seul ou en société...
Quels que soient les parcours de formations suivies au préalable (CAP, CAPA, BEPA, bac, bac pro, BTS, licence pro, ingénieur...) ou l'activité exercée, la pédagogie est adaptée aux attentes des stagiaires ou des apprentis. Les formations suivantes sont proposées : BPA, BPREA, CS Lait, CS Porc, CQP ou des sessions (sessions lait ou sessions porc) pour des éleveurs et des techniciens. Selon l'espèce choisie (porcine ou bovine), les personnes sont mises en situation professionnelle sur l'exploitation du centre afin de faire et d'apprendre avec des formateurs de terrain responsables des élevages et des formations.
On y trouve aussi un arboretum avec près de 50 essences d'arbres différentes.

## Culture locale et patrimoine

### Lieux et monuments
- Église Saint-Pierre, du XIIe siècle[23]
- Château des Landes[33], bâtisse de 1710, style Louis XIV, détruit par un incendie en avril 1942[34], ruines rasées en 1960 ; fut propriété de Charles Casimir Théodore, comte de Toustain puis du comte de Béru[35]. Le prieuré Notre-Dame des Bois occupe le site depuis 1949[36]. Le buste du cardinal de Polignac, en marbre, mentionné par Fermelhuis et signé Antoine Coysevox (f. 1718), s'est trouvé entre 1906 et 1913 au « château  de Canappeville, près de Louviers, château appartenant au duc de Polignac »[37]. En juin 1920, à la suite du décès du duc, une annonce indique la mise en vente du domaine[38], vente organisée pour le 6 juillet[39]. Le domaine comporte en outre un pigeonnier et une chapelle dans laquelle a été célébré le 7 juillet 1763 le mariage entre Catherine Angélique Hélène de Papavoine (famille tenant le château) et Remi Charles de Toustain[40]

L'arboretum est créé en 1952.

### Personnalités liées à la commune
- Pierre-Adalbert Frotier de Bagneux (1845-1923), député de la Seine-Inférieure, né au château des Landes.
- Armand Héracle Marie de Polignac, maire de Saint-Jean-du-Cardonnay, s'est marié à la petite-fille de Pierre-Adalbert Frotier de Bagneux, née au château
- Famille de Toustain de Viray : originaire de Nancy, un fils est connu comme député (Joseph-Maurice de Toustain-Viray, 1728-1809), tandis qu'un autre, Remy Charles , marquis de Toustain, maréchal de camp des armées du roi, a sa résidence dans la commune (une génération de propriétaires du château)[42].

### Héraldique
| Armes de Canappeville | Ces armes peuvent se blasonner ainsi aujourd’hui : d'azur à la fasce d'argent chargée d'une aigle de sable, accompagnée en chef de deux gerbes de blé et en pointe d'un arbre arraché, le tout d'argent. |